# Барнин
Барнин (њем. Barnin) општина је у њемачкој савезној држави Мекленбург-Западна Померанија. Једно је од 76 општинских средишта округа Пархим. Према процјени из 2010. у општини је живјело 465 становника. Посједује регионалну шифру (AGS) 13060003.

## Географски и демографски подаци
Барнин се налази у савезној држави Мекленбург-Западна Померанија у округу Пархим. Општина се налази на надморској висини од 37 метара. Површина општине износи 17,0 km². У самом мјесту је, према процјени из 2010. године, живјело 465 становника. Просјечна густина становништва износи 27 становника/km².